# Up All Night Tour
L'Up All Night Tour è stato il primo tour della band anglo-irlandese One Direction nel quale rappresentavano il loro primo album Up All Night nei teatri e nelle arene del Regno Unito, dell'Irlanda, e successivamente sono state aggiunte tappe in Europa, Oceania e Nord America. Il tour è stato annunciato a settembre 2011 ed è stato diretto e seguito dalla Modest! Management.
La prima data è stata il 18 dicembre 2011, mentre l'ultima il 1º luglio 2012. Durante la realizzazione del tour la band ha registrato il primo DVD Up All Night: The Live Tour  a Bournemouth, in Inghilterra.

## Scaletta delle canzoni
1. "Na Na Na"
2. "Stand Up"
3. "I Wish"
4. Medley: "I Gotta Feeling" / "Stereo Hearts" / "Valerie" / "Torn"
5. "Moments"
6. "Gotta Be You"
7. "More than This"
8. "Up All Night"
9. "Tell Me a Lie"
10. "Everything About You"
11. "Use Somebody"
12. "One Thing"
13. "Save You Tonight"
14. "What Makes You Beautiful"

Encore
1. "I Want"[1][2][3]

## Date del Tour
| Data             | Città             | Paese                 | Luogo                            |
| ---------------- | ----------------- | --------------------- | -------------------------------- |
| Europa           |                   |                       |                                  |
| 18 dicembre 2011 | Watford           | Regno Unito           | Watford Colosseum                |
| 19 dicembre 2011 | Westcliff-on-Sea  | Regno Unito           | Cliffs Pavilion                  |
| 21 dicembre 2011 | Wolverhampton     | Regno Unito           | Wolverhampton Civic Hall         |
| 22 dicembre 2011 | Manchester        | Regno Unito           | Apollo Manchester                |
| 23 dicembre 2011 | Manchester        | Regno Unito           | Apollo Manchester                |
| 3 gennaio 2012   | Bournemouth       | Regno Unito           | Bournemouth International Centre |
| 4 gennaio 2012   | Birmingham        | Regno Unito           | National Indoor Arena            |
| 5 gennaio 2012   | Plymouth          | Regno Unito           | Plymouth Pavilions               |
| 7 gennaio 2012   | Nottingham        | Regno Unito           | Nottingham Royal Concert Hall    |
| 8 gennaio 2012   | Brighton          | Regno Unito           | Brighton Centre                  |
| 10 gennaio 2012  | Londra            | Regno Unito           | HMV Hammersmith Apollo           |
| 11 gennaio 2012  | Londra            | Regno Unito           | HMV Hammersmith Apollo           |
| 13 gennaio 2012  | Glasgow           | Regno Unito           | Clyde Auditorium                 |
| 14 gennaio 2012  | Glasgow           | Regno Unito           | Clyde Auditorium                 |
| 15 gennaio 2012  | Liverpool         | Regno Unito           | Echo Arena Liverpool             |
| 17 gennaio 2012  | Newcastle         | Regno Unito           | Newcastle City Hall              |
| 18 gennaio 2012  | Blackpool         | Regno Unito           | Blackpool Opera House            |
| 20 gennaio 2012  | Sheffield         | Regno Unito           | Sheffield City Hall              |
| 21 gennaio 2012  | Cardiff           | Regno Unito           | Motorpoint Arena Cardiff         |
| 22 gennaio 2012  | Londra            | Regno Unito           | HMV Hammersmith Apollo           |
| 24 gennaio 2012  | Dublino           | Irlanda               | The O2                           |
| 25 gennaio 2012  | Belfast           | Regno Unito           | Waterfront Hall                  |
| 26 gennaio 2012  | Belfast           |                       | Waterfront Hall                  |
| Oceania          |                   |                       |                                  |
| 13 aprile 2012   | Sydney            | Australia             | Hordern Pavilion                 |
| 16 aprile 2012   | Melbourne         | Australia             | Hisense Arena                    |
| 18 aprile 2012   | Brisbane          | Australia             | BCEC Great Hall                  |
| 21 aprile 2012   | Auckland          | Nuova Zelanda         | Trusts Stadium                   |
| 22 aprile 2012   | Wellington        | Nuova Zelanda         | St. James Theatre                |
| Nord America     |                   |                       |                                  |
| 22 maggio 2012   | Uncasville        | Stati Uniti d'America | Mohegan Sun Arena                |
| 24 maggio 2012   | Fairfax           | Stati Uniti d'America | Patriot Center                   |
| 25 maggio 2012   | East Rutherford   | Stati Uniti d'America | Izod Center                      |
| 26 maggio 2012   | New York City     | Stati Uniti d'America | Beacon Theatre                   |
| 28 maggio 2012   | Camden            | Stati Uniti d'America | Susquehanna Bank Center          |
| 29 maggio 2012   | Toronto           | Canada                | Molson Canadian Amphitheatre     |
| 31 maggio 2012   | Toronto           | Canada                | Molson Canadian Amphitheatre     |
| 1º giugno 2012   | Detroit           | Stati Uniti d'America | Fox Theatre                      |
| 2 giugno 2012    | Rosemont          | Stati Uniti d'America | Allstate Arena                   |
| 5 giugno 2012    | Città del Messico | Messico               | Auditorio Nacional               |
| 6 giugno 2012    | Città del Messico | Messico               | Auditorio Nacional               |
| 8 giugno 2012    | San Diego         | Stati Uniti d'America | Viejas Arena                     |
| 9 giugno 2012    | Las Vegas         | Stati Uniti d'America | Theatre for the Performing Arts  |
| 10 giugno 2012   | Phoenix           | Stati Uniti d'America | Comerica Theatre                 |
| 13 giugno 2012   | San Jose          | Stati Uniti d'America | Event Center Arena               |
| 14 giugno 2012   | Oakland           | Stati Uniti d'America | Paramount Theatre                |
| 16 giugno 2012   | Los Angeles       | Stati Uniti d'America | Gibson Amphitheatre              |
| 17 giugno 2012   | Anaheim           | Stati Uniti d'America | The Theatre at Honda Center      |
| 23 giugno 2012   | Dallas            | Stati Uniti d'America | Gexa Energy Pavilion             |
| 24 giugno 2012   | The Woodlands     | Stati Uniti d'America | Cynthia Woods Mitchell Pavilion  |
| 26 June 2012     | Duluth            | Stati Uniti d'America | Arena at Gwinnett Center         |
| 27 giugno 2012   | Charlotte         | Stati Uniti d'America | Time Warner Cable Arena          |
| 29 giugno 2012   | Tampa             | Stati Uniti d'America | 1-800-ASK-GARY Amphitheatre      |
| 30 giugno 2012   | Orlando           | Stati Uniti d'America | Amway Center                     |
| 1º luglio 2012   | Fort Lauderdale   | Stati Uniti d'America | Bank Atlantic Center             |

## Marketing
A maggio 2012 è stato creato un dvd con il backstage e l'intero concerto intitolato Up All Night: The Live Tour.
Il dvd è stato ben presto un successo globale raggiungendo primo posto nelle Top 10 di venticinque paesi, e ad agosto 2012 sono state vendute un milione di copie in tutto il mondo.